# III. Roger apuliai herceg
Hauteville III. Roger  (1118 – 1148. május 2. vagy 1149. május 9.) II. Roger szicíliai király és Kasztíliai Elvira legidősebb fia, 1134-től haláláig Apulia és Calabria hercege.
III. Roger apját 1130. december 25-én koronázták Szicília királyává. Valószínűsíthető, hogy III. Roger már ekkor megkapta a hercegi címet, azonban biztosan 1134-re kaphatta meg. 1137-től részt vett apja hadjárataiban, melyek közül a legjelentősebb az 1137. október 30-i rignanoi csata volt, ahol VII. Sergius nápolyi herceg életét vesztette, és számos tapasztaltabb harcos, mint például II. Roger visszavonult.
III. Roger házastársa Champagne-i Izabella volt, azonban a házassága előtt a szeretőjétől, Emmától két törvénytelen gyermeke született, köztük Tankréd szicíliai király is.
1140-ben meghalt III. Richárd, Gaeta hercege, és hercegségét III. Roger kapta meg.
III. Roger alig 29-30 évesen halt meg, halálának helye és oka ismeretlen. Örököse az egyetlen addig életben maradt testvére, Vilmos, aki később Szicília királya lett.

## Fordítás
Ez a szócikk részben vagy egészben  a   Roger III, Duke of Apulia című angol Wikipédia-szócikk fordításán alapul.  Az eredeti cikk szerkesztőit annak laptörténete sorolja fel. Ez a jelzés csupán a megfogalmazás eredetét és a szerzői jogokat jelzi, nem szolgál a cikkben szereplő információk forrásmegjelöléseként.